# Thomas Godoj/Diskografie
Diese Diskografie ist eine Übersicht über die musikalischen Werke des deutsch-polnischen Rocksängers Thomas Godoj. Den Schallplattenauszeichnungen zufolge hat er bisher mehr als 350.000 Tonträger verkauft. Seine erfolgreichste Veröffentlichung ist das Debütalbum Plan A! mit über 200.000 verkauften Einheiten.

## Alben

### Studioalben
| Jahr | Titel Musiklabel                            | Höchstplatzierung, Gesamtwochen, AuszeichnungChartplatzierungen (Jahr, Titel, Musiklabel, Platzierungen, Wochen, Auszeichnungen, Anmerkungen) | Höchstplatzierung, Gesamtwochen, AuszeichnungChartplatzierungen (Jahr, Titel, Musiklabel, Platzierungen, Wochen, Auszeichnungen, Anmerkungen) | Höchstplatzierung, Gesamtwochen, AuszeichnungChartplatzierungen (Jahr, Titel, Musiklabel, Platzierungen, Wochen, Auszeichnungen, Anmerkungen) | Anmerkungen                                            |
| Jahr | Titel Musiklabel                            | DE | AT | CH | Anmerkungen                                            |
| ---- | ------------------------------------------- | --- | --- | --- | ------------------------------------------------------ |
| 2008 | Plan A! Columbia Records (Sony BMG)         | DE1 Platin · (25 Wo.)DE | AT1 (8 Wo.)AT | CH3 (11 Wo.)CH | Erstveröffentlichung: 4. Juli 2008 Verkäufe: + 200.000 |
| 2009 | Richtung G Columbia Records (Sony)          | DE15 (3 Wo.)DE | — | — | Erstveröffentlichung: 20. November 2009                |
| 2011 | So gewollt SPV Recordings (SPV)             | DE24 (1 Wo.)DE | AT67 (1 Wo.)AT | CH82 (1 Wo.)CH | Erstveröffentlichung: 14. Oktober 2011                 |
| 2013 | Männer sind so SPV Recordings (SPV)         | DE28 (1 Wo.)DE | — | — | Erstveröffentlichung: 31. Mai 2013                     |
| 2014 | V Tomzilla Musik (Sony)                     | DE51 (1 Wo.)DE | — | — | Erstveröffentlichung: 24. Oktober 2014                 |
| 2016 | Mundwerk Tomzilla Musik (Sony)              | DE29 (1 Wo.)DE | — | — | Erstveröffentlichung: 23. September 2016               |
| 2018 | 13 Pfeile Tomzilla Musik (Sony)             | DE27 (1 Wo.)DE | — | — | Erstveröffentlichung: 25. Mai 2018                     |
| 2020 | Stoff F.A.M.E. Recordings (Sony)            | — | — | — | Erstveröffentlichung: 13. November 2020                |
| 2023 | Album des Jahres F.A.M.E. Recordings (Sony) | — | — | — | Erstveröffentlichung: 3. November 2023                 |

### Livealben
| Jahr | Titel Musiklabel                          | Höchstplatzierung, Gesamtwochen, AuszeichnungChartplatzierungen (Jahr, Titel, Musiklabel, Platzierungen, Wochen, Auszeichnungen, Anmerkungen) | Höchstplatzierung, Gesamtwochen, AuszeichnungChartplatzierungen (Jahr, Titel, Musiklabel, Platzierungen, Wochen, Auszeichnungen, Anmerkungen) | Höchstplatzierung, Gesamtwochen, AuszeichnungChartplatzierungen (Jahr, Titel, Musiklabel, Platzierungen, Wochen, Auszeichnungen, Anmerkungen) | Anmerkungen                                                                |
| Jahr | Titel Musiklabel                          | DE | AT | CH | Anmerkungen                                                                |
| ---- | ----------------------------------------- | --- | --- | --- | -------------------------------------------------------------------------- |
| 2012 | Live ausm Pott SPV Recordings (SPV)       | DE17 (1 Wo.)DE | — | — | Erstveröffentlichung: 20. April 2012                                       |
| 2020 | 13 Pfeile Live F.A.M.E. Recordings (Sony) | DE*DE | — | — | Erstveröffentlichung: 8. Mai 2020 * Verkäufe werden 13 Pfeile hinzuaddiert |

### Kompilationen
| Jahr | Titel Musiklabel                                            | Höchstplatzierung, Gesamtwochen, AuszeichnungChartplatzierungen (Jahr, Titel, Musiklabel, Platzierungen, Wochen, Auszeichnungen, Anmerkungen) | Höchstplatzierung, Gesamtwochen, AuszeichnungChartplatzierungen (Jahr, Titel, Musiklabel, Platzierungen, Wochen, Auszeichnungen, Anmerkungen) | Höchstplatzierung, Gesamtwochen, AuszeichnungChartplatzierungen (Jahr, Titel, Musiklabel, Platzierungen, Wochen, Auszeichnungen, Anmerkungen) | Anmerkungen                              |
| Jahr | Titel Musiklabel                                            | DE | AT | CH | Anmerkungen                              |
| ---- | ----------------------------------------------------------- | --- | --- | --- | ---------------------------------------- |
| 2015 | V’stärker aus (Das Akustik-Album) Tomzilla Musik (Soulfood) | DE96 (1 Wo.)DE | — | — | Erstveröffentlichung: 25. September 2015 |

## Singles

### Als Leadmusiker
| Jahr | Titel Album                               | Höchstplatzierung, Gesamtwochen, AuszeichnungChartplatzierungen (Jahr, Titel, Album, Platzierungen, Wochen, Auszeichnungen, Anmerkungen) | Höchstplatzierung, Gesamtwochen, AuszeichnungChartplatzierungen (Jahr, Titel, Album, Platzierungen, Wochen, Auszeichnungen, Anmerkungen) | Höchstplatzierung, Gesamtwochen, AuszeichnungChartplatzierungen (Jahr, Titel, Album, Platzierungen, Wochen, Auszeichnungen, Anmerkungen) | Anmerkungen                                                |
| Jahr | Titel Album                               | DE | AT | CH | Anmerkungen                                                |
| ---- | ----------------------------------------- | --- | --- | --- | ---------------------------------------------------------- |
| 2008 | Love Is You Plan A!                       | DE1 Gold · (13 Wo.)DE | AT1 (12 Wo.)AT | CH1 (11 Wo.)CH | Erstveröffentlichung: 23. Mai 2008 Verkäufe: + 150.000     |
| 2008 | Helden gesucht Plan A!                    | DE12 (10 Wo.)DE | AT39 (5 Wo.)AT | CH98 (1 Wo.)CH | Erstveröffentlichung: 29. August 2008                      |
| 2009 | Nicht allein Richtung G                   | DE18 (5 Wo.)DE | AT55 (1 Wo.)AT | — | Erstveröffentlichung: 23. Oktober 2009                     |
| 2010 | Uhr ohne Stunden Richtung G               | DE47 (1 Wo.)DE | — | — | Erstveröffentlichung: 19. März 2010                        |
| 2011 | Dächer einer ganzen Stadt So gewollt      | DE55 (1 Wo.)DE | — | — | Erstveröffentlichung: 7. Oktober 2011                      |
| 2012 | Herzblut So gewollt                       | — | — | — | Erstveröffentlichung: 3. März 2012                         |
| 2013 | Männer sind so                            | — | — | — | Erstveröffentlichung: 22. März 2013                        |
| 2016 | #MNSHSN (Mensch sein) Mundwerk            | — | — | — | Erstveröffentlichung: 1. Juli 2016                         |
| 2018 | Auf die Freiheit 13 Pfeile                | — | — | — | Erstveröffentlichung: 13. April 2018                       |
| 2018 | Auf die Freiheit 13 Pfeile                | — | — | — | Erstveröffentlichung: 11. Mai 2018 feat. Ruhrpott-Rebellen |
| 2020 | Keine Option (Live) 13 Pfeile Live        | — | — | — | Erstveröffentlichung: 6. März 2020                         |
| 2020 | Licht (Live) 13 Pfeile Live               | — | — | — | Erstveröffentlichung: 13. März 2020                        |
| 2020 | Gladiatoren (Live) 13 Pfeile Live         | — | — | — | Erstveröffentlichung: 20. März 2020                        |
| 2020 | Galionsfigur (Live) 13 Pfeile Live        | — | — | — | Erstveröffentlichung: 27. März 2020                        |
| 2020 | Heimathafen (Live) 13 Pfeile Live         | — | — | — | Erstveröffentlichung: 3. April 2020                        |
| 2020 | Katharsis (Live) 13 Pfeile Live           | — | — | — | Erstveröffentlichung: 10. April 2020                       |
| 2020 | Keine Sieger (Live) 13 Pfeile Live        | — | — | — | Erstveröffentlichung: 17. April 2020                       |
| 2020 | Untot (Live) 13 Pfeile Live               | — | — | — | Erstveröffentlichung: 24. April 2020                       |
| 2020 | Labyrinth der Bytes (Live) 13 Pfeile Live | — | — | — | Erstveröffentlichung: 1. Mai 2020                          |
| 2020 | So weit kommen Stoff                      | — | — | — | Erstveröffentlichung: 5. Juni 2020                         |
| 2020 | Astronaut Stoff                           | — | — | — | Erstveröffentlichung: 7. August 2020                       |
| 2020 | Lass es regnen Stoff                      | — | — | — | Erstveröffentlichung: 30. Oktober 2020                     |
| 2022 | Neuland Album des Jahres                  | — | — | — | Erstveröffentlichung: 4. März 2022                         |
| 2023 | Endlos furchtlos Album des Jahres         | — | — | — | Erstveröffentlichung: 28. Juli 2023                        |
| 2023 | Letzter Blick Album des Jahres            | — | — | — | Erstveröffentlichung: 8. September 2023                    |
| 2023 | Brücken bauen Album des Jahres            | — | — | — | Erstveröffentlichung: 13. Oktober 2023                     |

### Als Gastmusiker
| Jahr | Titel Album      | Anmerkungen                                                                   |
| ---- | ---------------- | ----------------------------------------------------------------------------- |
| 2020 | Trotzdem schön – | Erstveröffentlichung: 1. April 2020 Parkinson Power People feat. Thomas Godoj |

## Videoalben und Musikvideos

### Videoalben
| Jahr | Titel Musiklabel                    | Anmerkungen                                                                     |
| ---- | ----------------------------------- | ------------------------------------------------------------------------------- |
| 2012 | Live ausm Pott SPV Recordings (SPV) | Erstveröffentlichung: 23. April 2012 Verkäufe werden dem Livealbum hinzuaddiert |

### Musikvideos
| Jahr | Titel                         | Regie                           |
| ---- | ----------------------------- | ------------------------------- |
| 2008 | Love Is You                   |                                 |
| 2008 | Helden gesucht                | Johannes Grebert                |
| 2009 | Nicht allein                  |                                 |
| 2009 | Autopilot                     |                                 |
| 2010 | Uhr ohne Stunden              | Johannes Grebert                |
| 2011 | Dächer einer ganzen Stadt     |                                 |
| 2014 | Magnetisch                    |                                 |
| 2015 | Süchtig nach Schmerz          |                                 |
| 2016 | #MNSHSN (Mensch sein)         |                                 |
| 2018 | Auf die Freiheit / Die Affäre | Michael Seifert                 |
| 2018 | Keine Sieger                  | Blacksheep                      |
| 2018 | Keine Option                  | Michael Seifert                 |
| 2018 | Untot                         | Blacksheep                      |
| 2019 | Galionsfigur                  | Blacksheep                      |
| 2020 | Trotzdem schön                |                                 |
| 2020 | So weit kommen                | Peter Reibel                    |
| 2020 | Astronaut                     | Rafael Gudelius, Thomas Kisza   |
| 2020 | Lass es regnen                | Peter Reibel                    |
| 2020 | Stoff                         | Julia Scheibeck                 |
| 2022 | Neuland                       | Nikolaj Georgiew                |
| 2023 | Endlos furchtlos              | Julia Scheibeck                 |
| 2023 | Letzter Blick                 | Jörg Scheuer, Jörg Tochtenhagen |
| 2023 | Brücken bauen                 | Jörg Scheuer, Jörg Tochtenhagen |

## Promoveröffentlichungen
| Jahr | Titel Album  | Anmerkungen                |
| ---- | ------------ | -------------------------- |
| 2014 | Magnetisch V | Erstveröffentlichung: 2014 |

## Sonderveröffentlichungen

### Alben
| Jahr | Titel Musiklabel                   | Anmerkungen                                                      |
| ---- | ---------------------------------- | ---------------------------------------------------------------- |
| 2008 | Helden gesucht – Famous 5 Sony BMG | Erstveröffentlichung: 24. Oktober 2008 Teil der „Famous-5“-Reihe |

### Lieder
| Jahr | Titel Album                                  | Anmerkungen                                                                        |
| ---- | -------------------------------------------- | ---------------------------------------------------------------------------------- |
| 2008 | All for One Fly Alone                        | Erstveröffentlichung: 21. März 2008 mit den DSDS-Allstars; Original: Ute Schönherr |
| 2008 | Alone Again Fly Alone                        | Erstveröffentlichung: 21. März 2008 mit Benjamin Herd                              |
| 2008 | Fly Alone                                    | Erstveröffentlichung: 21. März 2008 mit den DSDS-Allstars                          |
| 2008 | No More Goodbyes Fly Alone                   | Erstveröffentlichung: 21. März 2008 mit Collins Owusu                              |
| 2008 | Sad Eyes Fly Alone                           | Erstveröffentlichung: 21. März 2008 mit Fady Maalouf                               |
| 2009 | Flüchtig A Tribute to Die Fantastischen Vier | Erstveröffentlichung: 7. August 2009 Original: Die Fantastischen Vier              |

## Statistik

### Chartauswertung
|                     | DE    | AT    | CH    |
| ------------------- | ----- | ----- | ----- |
| Nummer-eins-Alben   | DE1DE | AT1AT | CH—CH |
| Top-10-Alben        | DE1DE | AT1AT | CH1CH |
| Alben in den Charts | DE9DE | AT2AT | CH2CH |

|                       | DE    | AT    | CH    |
| --------------------- | ----- | ----- | ----- |
| Nummer-eins-Singles   | DE1DE | AT1AT | CH1CH |
| Top-10-Singles        | DE1DE | AT1AT | CH1CH |
| Singles in den Charts | DE5DE | AT3AT | CH2CH |

### Auszeichnungen für Musikverkäufe
Anmerkung: Auszeichnungen in Ländern aus den Charttabellen bzw. Chartboxen sind in ebendiesen zu finden.
| Land/RegionAuszeichnungen für Musikverkäufe (Land/Region, Auszeichnungen, Verkäufe, Quellen) | Gold  | Platin  | Verkäufe | Quellen           |
| -------------------------------------------------------------------------------------------- | ----- | ------- | -------- | ----------------- |
| Deutschland (BVMI)                                                                           | Gold1 | Platin1 | 350.000  | musikindustrie.de |
| Insgesamt                                                                                    | Gold1 | Platin1 |          |                   |